# Ma Qun (Leichtathlet)
Ma Qun (* 8. Februar 1994) ist ein chinesischer Speerwerfer.

## Sportliche Laufbahn
Erste internationale Erfahrungen sammelte Ma Qun bei den Asienmeisterschaften 2015 in Wuhan, bei denen er mit 74,84 m den sechsten Platz belegte. 2018 nahm er erstmals an den Asienspielen in Jakarta teil und belegte dort mit einer Weite von 80,46 m den vierten Rang. Im Jahr darauf wurde er bei den Asienmeisterschaften in Doha mit einer Weite von 76,31 m Siebter. Anschließend nahm er an der Sommer-Universiade in Neapel teil und gewann dort mit einer Weite von 79,62 m die Bronzemedaille hinter dem Moldauer Andrian Mardare und Edis Matusevičius aus Litauen.
2015 wurde Ma chinesischer Meister im Speerwurf.